# Rengerda
Rengerda is een voormalige borg, ongeveer een kilometer ten zuidwesten van de Groningse plaats Godlinze aan de (huidige) Provincialeweg.
De naam Rengerda is zeer waarschijnlijk afgeleid van de eerste bewoners van de borg: het geslacht Rengers, in vroegere tijden een invloedrijke familie in Groningen en Friesland. De borg wordt in 1654 voor het eerst in documenten vermeld, Sicco Johans Rengers van Cammingha (1620 - ca. 1660) was de eerst vermelde bewoner. In 1676 erft zijn zoon Johan (Jan) Rempt Rengers (1651-1709) de borg.
Bij een publiekelijke verkoop in 1780 bevonden zich - behalve de borg zelf - op het terrein twee schuren, enkele hoven, singels, een boomrijke laan, plantages en 66 grazen land. Het is niet precies bekend wanneer de borg is afgebroken; zeker is dat in 1800 de borg niet meer in het bezit was van de familie Rengers. Daarna werd het aanzien van de borg minder.
Sinds de jaren 50 staat op de plaats van de borg het voorhuis van een boerderij genaamd Rengerdaheerd, voor een deel op de fundamenten van de voormalige borg.